# 오해가 남긴 것
"오해가 남긴 것"은 1966년 공개된 대한민국의 영화이다.

## 배역
- 김지미
- 남궁원
- 최남현